# Why Did She Go?
«Why Did She Go?» — песня немецкой поп-рок-группы Fool's Garden из альбома Go and Ask Peggy for the Principal Thing. Также песня встречается на сборнике лучших песен группы High Times — The Best of Fools Garden, выпущенном в 2009 году.
Текст песни и музыка к ней были совместно написаны Фолькером Хинкелем и Петером Фройденталером. Песня представляет собой полуакустический поп-рок в стиле The Beatles.
Песня была записана на студиях Hinkelstone Studio и Maryland в первой половине 1997 года. 9 июня 1997 года лейбл Intercord выпустил песню в качестве первого сингла с лонгплея Go And Ask Peggy for the Principal Thing в целях его поддержки. Позже «Why Did She Go?» была предложена для использования в автомобильной рекламе. Песня заняла 76 позицию в немецком чарте Media Control Charts, продержавшись там девять недель.
К песне был снят видеоклип студией Media Mutant. Съёмки проходили в мае 1997 года в Дублине, на создание клипа было потрачено три дня. Оператором видео стал Рене Рихтер.

## Список композиций
На стороне Б были выпущены песни «Only A Day» и «Lena». Песня «Lena» раньше встречалась на альбомах Fool’s Garden и Once in a Blue Moon, вышедших в 1991 и 1993 годах соответственно. Песня «Only A Day» до этого официально не издавалась.
| №                   | Название            | Автор(ы)                            | Длительность |
| ------------------- | ------------------- | ----------------------------------- | ------------ |
| 1.                  | «Why Did She Go?»   | Фолькер Хинкель, Петер Фройденталер | 3:22         |
| 2.                  | «Only A Day»        | Фолькер Хинкель, Петер Фройденталер | 4:05         |
| 3.                  | «Lena»              | Петер Фройденталер                  | 4:46         |
| Общая длительность: | Общая длительность: | Общая длительность:                 | 12:13        |

## Участники записи
- Петер Фройденталер — композитор, вокал
- Фолькер Хинкель — композитор, гитара, губная гармоника, бэк-вокал
- Роланд Рёль — клавишные, бэк-вокал
- Ральф Вохеле — ударные, бэк-вокал
- Томас Мангольд — бас-гитара, бэк-вокал

## Позиции в чартах
| Год  | Организация            | Чарт                  | Позиция | Неделя |
| ---- | ---------------------- | --------------------- | ------- | ------ |
| 1997 | GfK Entertainment GmbH | Media Control Charts  | 76      | 9      |
| 1997 | Music & Media          | European Radio Top 50 | 31      | 11     |
| 1997 | Music & Media          | Border Breakers       | 4       | 17     |
| 1997 | Music & Media          | Major Market Airplay  | 4       | 5      |
| 1997 | Music & Media          | Major Market Airplay  | 13      | 2      |
| 1997 | Music & Media          | Major Market Airplay  | 15      | 1      |
| 1997 | Music & Media          | Major Market Airplay  | 3       | 8      |
| 1997 | Music & Media          | Major Market Airplay  | 16      | 4      |

| Год  | Организация   | Рейтинг                              | Позиция |
| ---- | ------------- | ------------------------------------ | ------- |
| 1997 | Music & Media | Топ-50 разрушителей границ 1997 года | 20      |

## История релиза
| Дата | Регион     | Лейбл     | Формат | Каталог                         |
| ---- | ---------- | --------- | ------ | ------------------------------- |
| 1997 | Германия   | Intercord | CD     | INT 8 78491 2, 7243 8 78491 2 9 |
| 1997 | Нидерланды | Intercord | CD     | INT 293.276                     |

## Комментарии
1. ↑  Hinkelstone Studio — собственная студия звукозаписи Фолькера Хинкеля
2. ↑  Текст песни и музыка были написаны своместно Петером Фройденталером и Фолькером Хинкелем. В записи участвовал приглашённый музыкант Губерт Бюркл, исполнивший партии на аккордеоне
3. ↑  Текст песни был написан Петером Фройденталером, а музыка Фолькером Хинкелем
4. ↑  Точная дата релиза — 9 июня